# Conidiobolus nanodes
Conidiobolus nanodes är en svampart som beskrevs av Drechsler 1955. Conidiobolus nanodes ingår i släktet Conidiobolus och familjen Ancylistaceae.   Inga underarter finns listade i Catalogue of Life.